# Політична криза у Молдові 2019
У червні 2019 низка подій, що сталися у Молдові після проведених у лютому парламентських виборів та подальших спроб з формування нового Уряду, призвели до конституційної кризи. Приводом стало формування панівної коаліції на межі останніх днів, передбачених для цього законодавством.
8 Червня 2019 року Партія соціалістів Республіки Молдова та Виборчий блок ACUM сформували уряд Маї Санду, у якому Мая Санду була прем'єр-міністром, а Зінаїда Гречана — спікером парламенту. Однак Конституційний Суд Республіки Молдова постановив, що всі рішення, прийняті у Парламенті 8 червня, були незаконними, а Президент Ігор Додон мав розпустити його та призначити позачергові парламентські вибори. 9 червня Конституційний суд тимчасово відсторонив Додона від виконання своїх обов'язків та передав його повноваження прем'єр-міністру Павлу Філіпу. Філіп негайно видав наказ про розпуск парламенту, однак новий уряд на чолі зі Санду цього не визнав.

## Передумови
Республіка Молдова є парламентською республікою. У грудні 2016 року Ігор Додон, фактичний лідер Партії соціалістів Республіки Молдова, був обраний президентом. Він описується як проросійський та такий, що підтримується Росією. У лютому 2019 року, унаслідок парламентських виборів, Партія соціалістів отримала 35 місць у парламенті. Демократична партія Молдови, яку очолює Влад Плахотнюк, отримала 30 місць, Виборчий блок ACUM Маї Санду та Андрея Нестасе — 26 місць, партія Шор — 7 місць, незалежні кандидати — 3 місця. Згідно з Конституцією, парламент має три місяці на формування коаліції; якщо ж сформувати коаліції не вдається, президент має розпустити парламент та призначити нові вибори. Конституційний суд інтерпретував термін між парламентськими виборами у лютому до формування уряду як 90 днів.

## Криза
У п'ятницю 7 червня Конституційний Суд Республіки Молдова вирішив, що нові парламентські вибори мають бути проведені, якщо уряд не буде сформовано впродовж трьох місяців після оприлюднення результатів виборів, що відбулись у лютому, 9 березня. Це прискорило формування коаліції. У суботу 8 червня виборчий блок ACUM дійшов домовленості зі соціалістами. Вона дозволяла Санду сформувати уряд, а лідер фракції соціалістів Зінаїда Гречана стала спікером.
Але це сталося пізніше, ніж за 90 днів після оголошення результатів виборів. Додон відмовився розпускати парламент. Депутат від Демократичної партії Сергій Сирбу подав до Конституційного Суду подання з проханням відсторонити Додона від посади Президента. Суд ухвалив рішення та передав повноваження Президента Павлу Філіпу. Філіп розпустив парламент та призначив нові вибори на 6 вересня. Проте нова коаліція проголосила такі рішення незаконними. 8 червня прихильники Демократичної Партії почали встановлювати намети у Кишиньові.
14 червня після засідання Національного політичної ради Демократична партія оголосила, що заради уникнення політичної кризи ухвалила рішення піти з влади. Згодом уряд Павла Філіпа пішов у відставку і передав владу уряду Маї Санду.
15 червня Конституційний суд Молдови переглянув і скасував свої рішення, прийняті з 7 до 9 червня. Були скасовані рішення про розпуск парламенту, проведення дострокових виборів, визнання незаконним призначення спікера парламенту Зінаїди Гречаної і формування уряду Маї Санду, а також про відсторонення президента Ігоря Додона від своїх повноважень і призначення Павла Філіпа виконувачем обов'язків президента Республіки Молдова
.